# Rue Decamps
La rue Decamps est une voie du 16e arrondissement de Paris, en France.

## Situation et accès
La rue Decamps est une voie publique située dans le 16e arrondissement de Paris. Longue de 550 mètres, la rue commence 5, place de Mexico, croise l'avenue Georges-Mandel, et se termine 110, rue de la Tour et 66, rue de la Pompe.
Le quartier est desservi par la ligne 9 aux stations Rue de la Pompe  et Trocadéro.

## Origine du nom

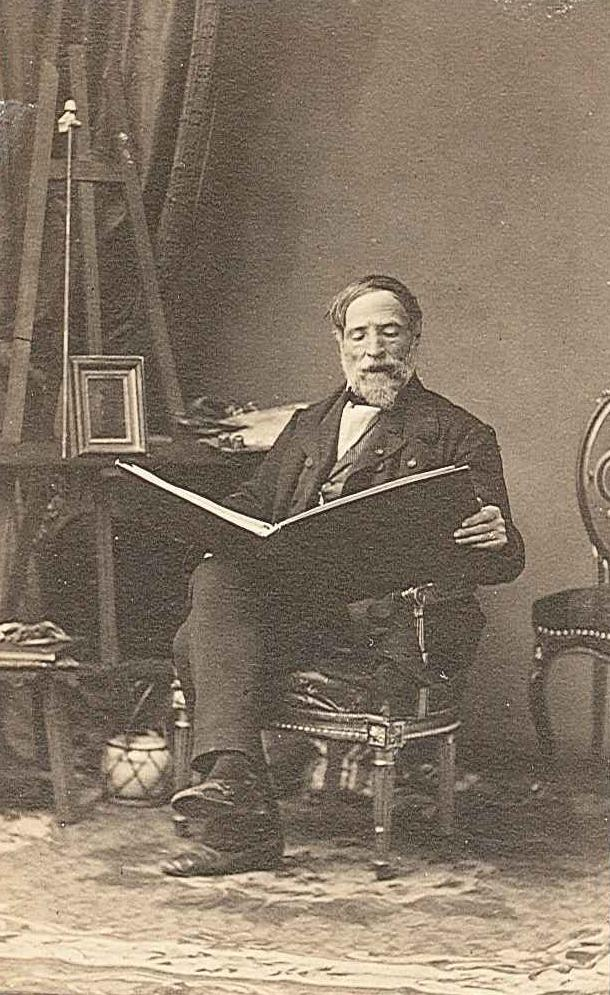
Alexandre-Gabriel Decamps.

Elle est nommée en l'honneur du peintre, aquarelliste, dessinateur et graveur français Alexandre-Gabriel Decamps (1803-1860), dont la veuve a longtemps habité la rue.

## Historique
Il s'agit d'une voie de l'ancienne commune de Passy. Avec l'actuelle rue Eugène-Delacroix, la partie de la rue Decamps située entre l'avenue Georges-Mandel et le rond-point de Longchamp (devenue place de Mexico), elle porte en 1730 le nom de « chemin de Versailles » et traverse la plaine de Passy. Elle porte ensuite le nom de « chemin de la Croix », à cause d'une croix qui se trouve alors à l'angle avec la rue de la Tour mais qui est détruite pendant la Révolution française. En 1825, elle prend le nom de « rue du Chemin-de-la-Croix » puis « rue de la Croix ». En 1848, on la fait se terminer rue de la Pompe (de nos jours la partie sud de la rue Decamps). Entre 1864 et 1868, la partie comprise entre la rue de la Pompe et le rond-point de Longchamp prend le nom de « rue Decamps » et la partie allant jusqu'au 100 rue de la Tour le nom du peintre Eugène Delacroix,.
En 1979, dans la nuit du 26 au 27 novembre, des cocktails Molotov sont lancés contre deux véhicules diplomatiques soviétiques garés dans la rue et les détruisent. L'attentat est attribué à un mouvement nationaliste ukrainien.

## Bâtiments remarquables et lieux de mémoire
- Les frères Igor et Grichka Bogdanoff (1949-2021 et 2022), animateurs de télévision, producteurs et essayistes, ont habité dans la rue, près de la mairie de l’arrondissement, dans un bel appartement situé en rez-de-chaussée, doté d’une petite pelouse[5].
- La rue borde le lycée Janson-de-Sailly et notamment sa chapelle[1].
- No 2 : l'aviateur Maurice de Seynes (1914-1944) vécut dans cet immeuble ; une plaque commémorative lui rend hommage.
- No 2 : Charles Gide (1847-1932), théoricien de l'économie sociale et oncle d'André Gide, est décédé ici le 12 mars 1932[6].
- No 2 : Gustave Worms (1836-1910), acteur et sociétaire de la Comédie-Française, est décédé à cet endroit le 19 novembre 1910[7].
- No 4 : école polyvalente publique.
- No 5 : immeuble d’influence néo-gothique, abritant des ateliers d’artistes[8].
- No 10 : le journaliste, essayiste et historien Philippe Ariès (1914-1984) habite à cette adresse du début des années 1920 à 1949[9].
- No 16 : rue Herran, voie privée.
- No 37 : Alimardan bey Toptchibachi, président du parlement de la République démocratique d'Azerbaïdjan (1918-1920), vivait ici en 1920. Une plaque lui rend hommage.
- No 43 : hôtel particulier de deux étages en pierre, gothisant partiel, construit par l’architecte Louis Salvan de 1881 à 1882[8]. Signé, non daté. Actuellement, école privée (Cours Hattemer).
- No 45 : Marc Bonnehée (1828-1886), baryton et professeur au Conservatoire de musique, est décédé dans cet immeuble le 28 février 1886[10],[11].

### Bâtiments détruits
- No 10 : le zouave Jacob reçoit ses patients à cette adresse de 1868 à 1870[12].
- No 27 (et 42 bis, avenue Georges-Mandel) : hôtel de Gramont, construit en 1910 par l'architecte Maugue pour le duc Armand de Gramont, duc de Guiche ; démoli en 1969[13].

## Galerie

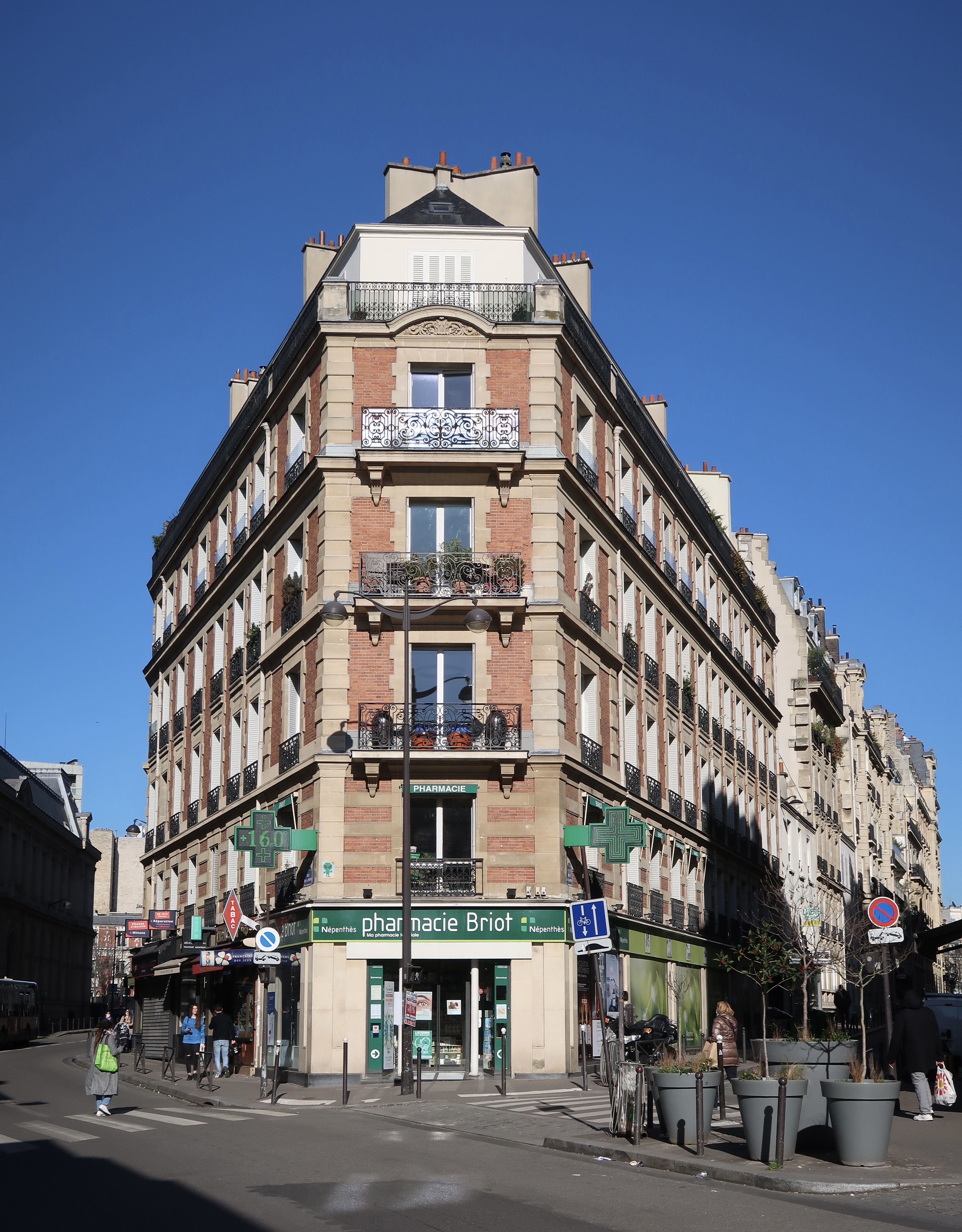
Au croisement avec la rue de la Pompe.
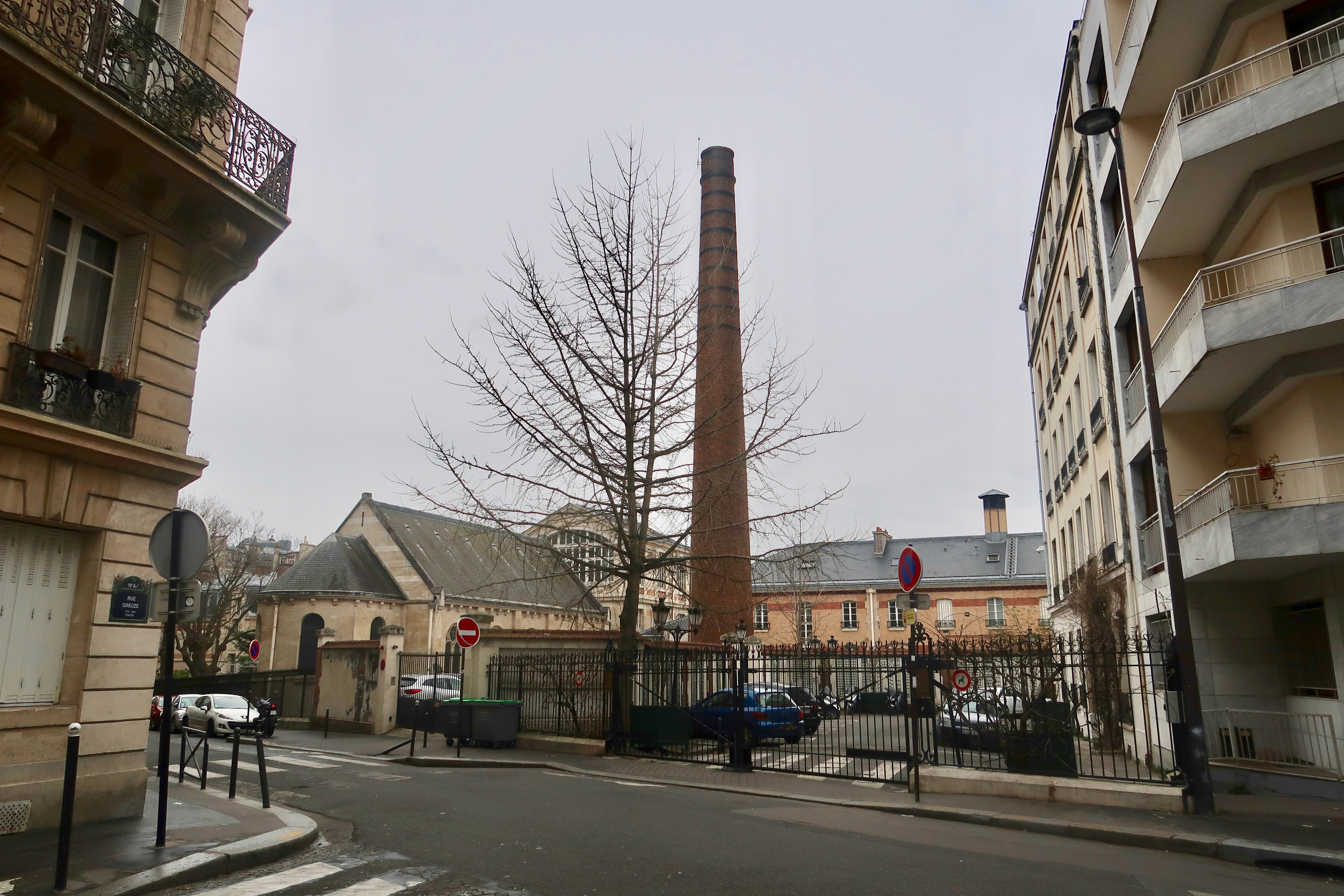
Chapelle et cheminée du lycée Janson-de-Sailly.
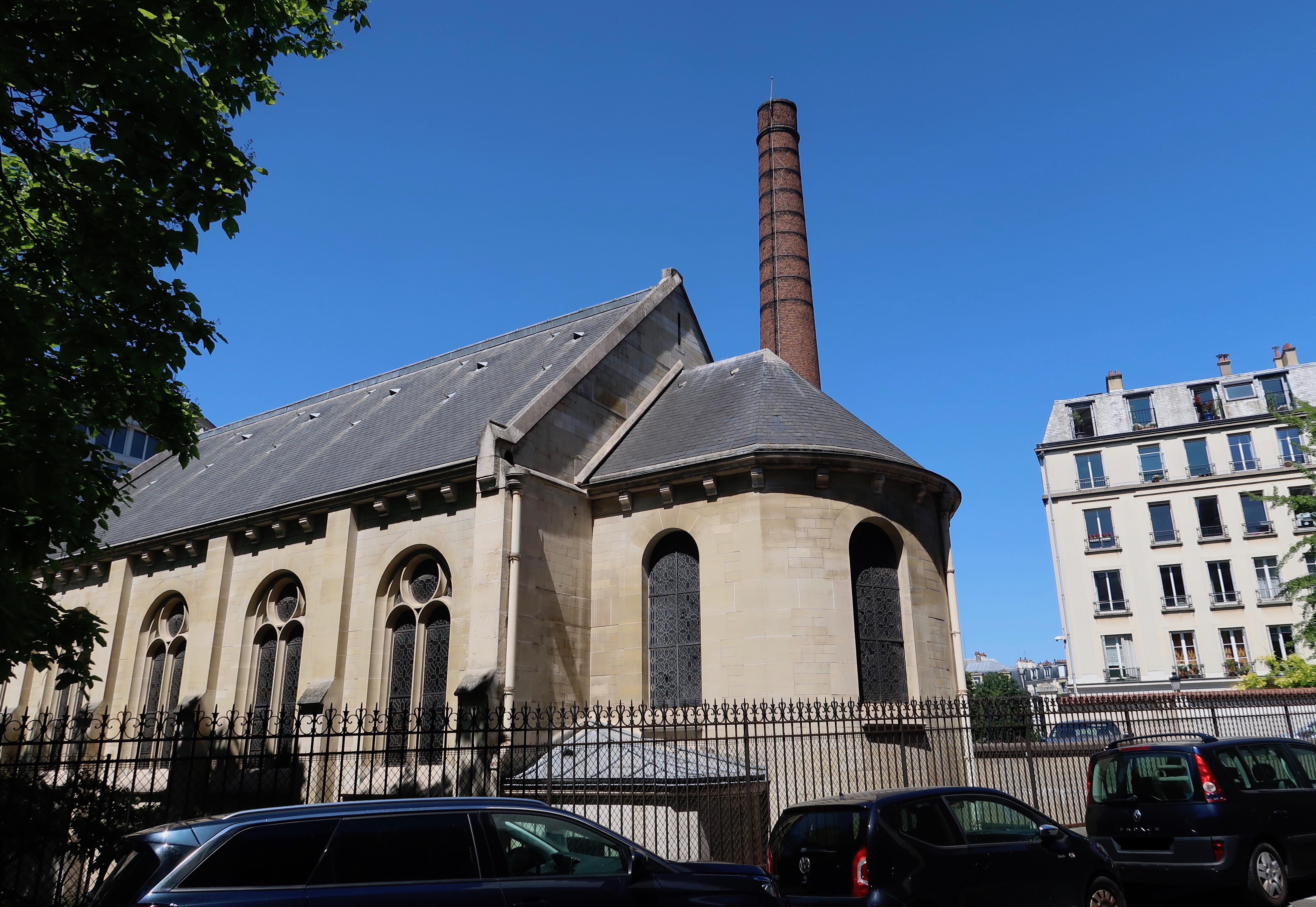
Chapelle.
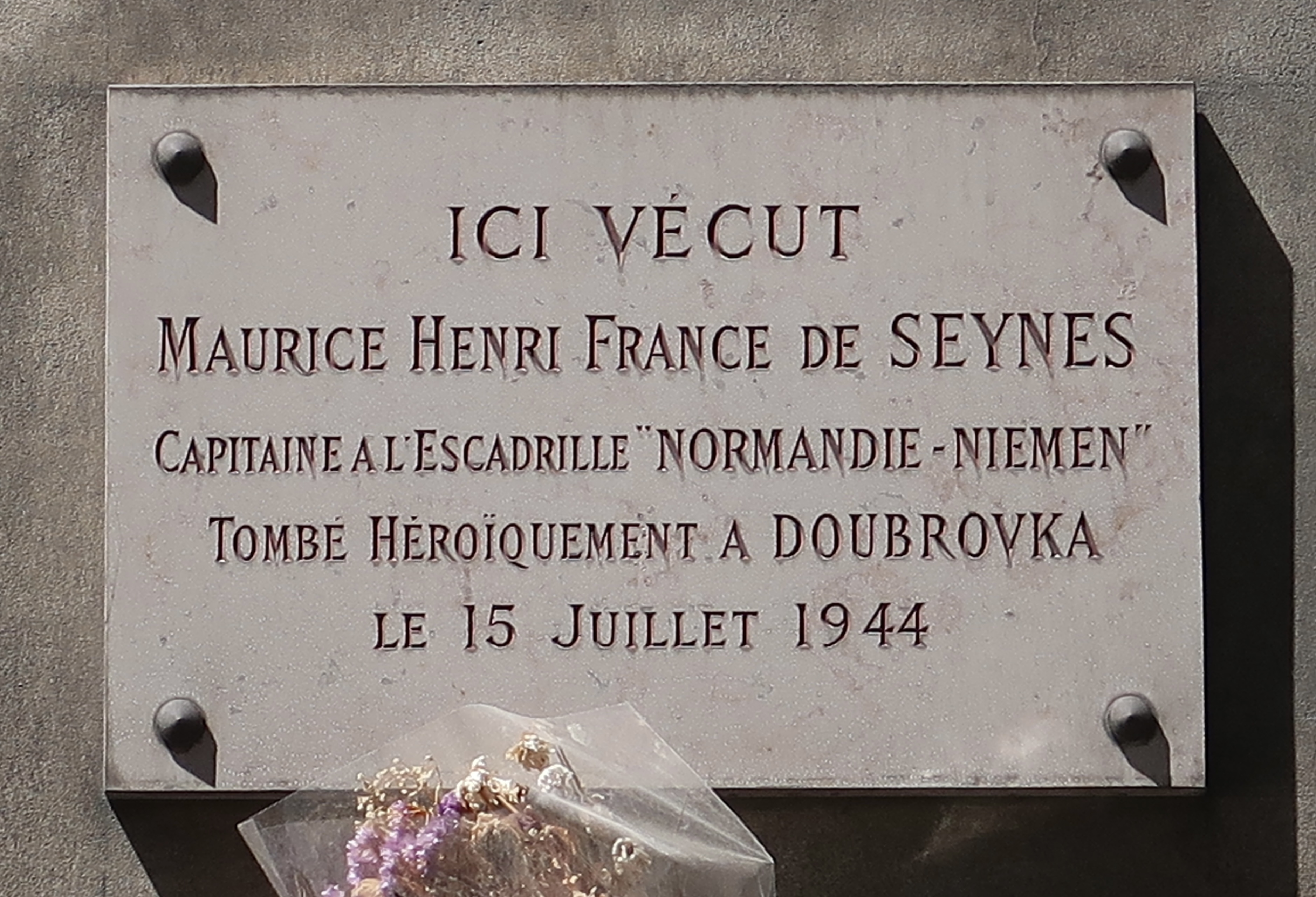
Plaque au no 2.
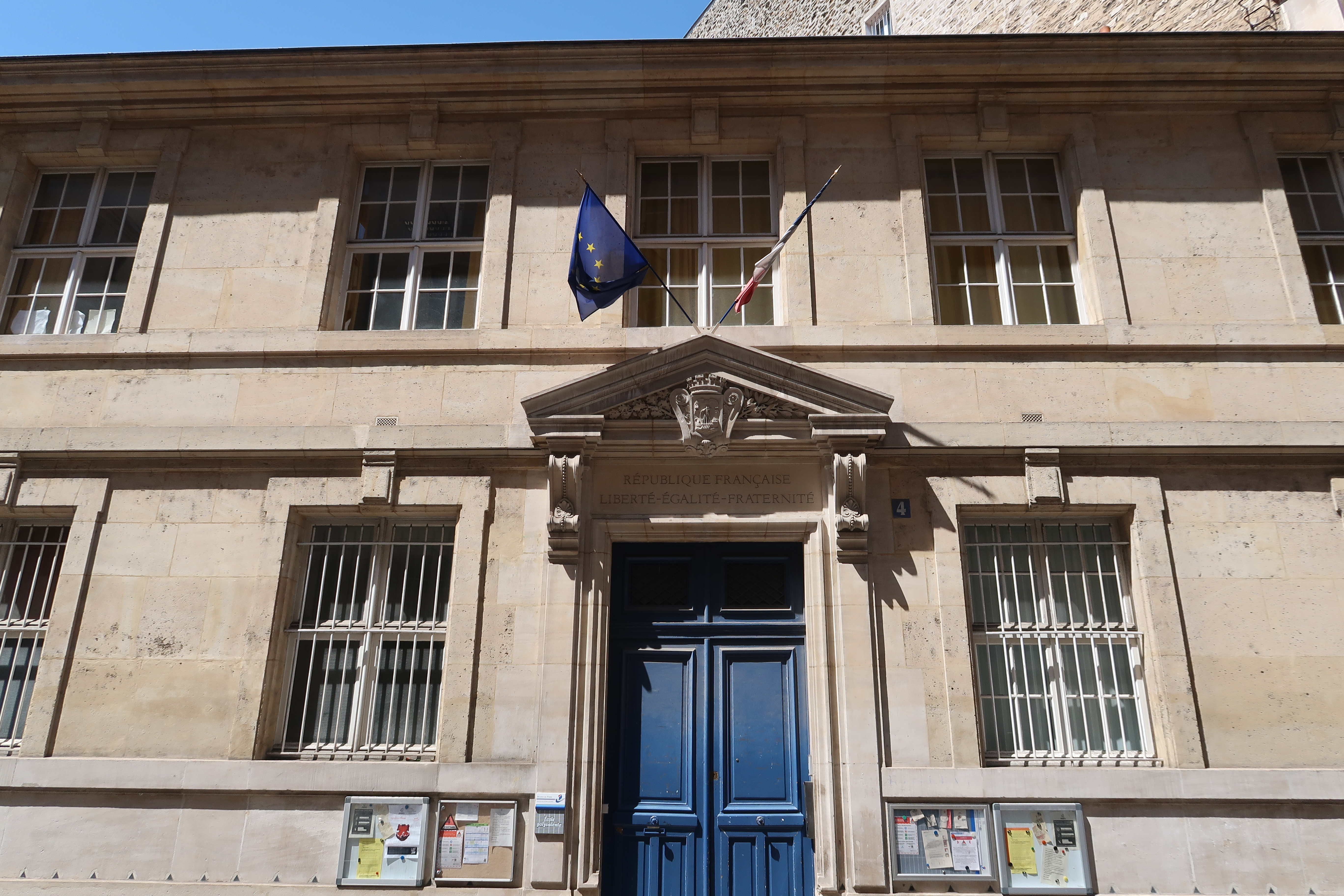
École au no 4.
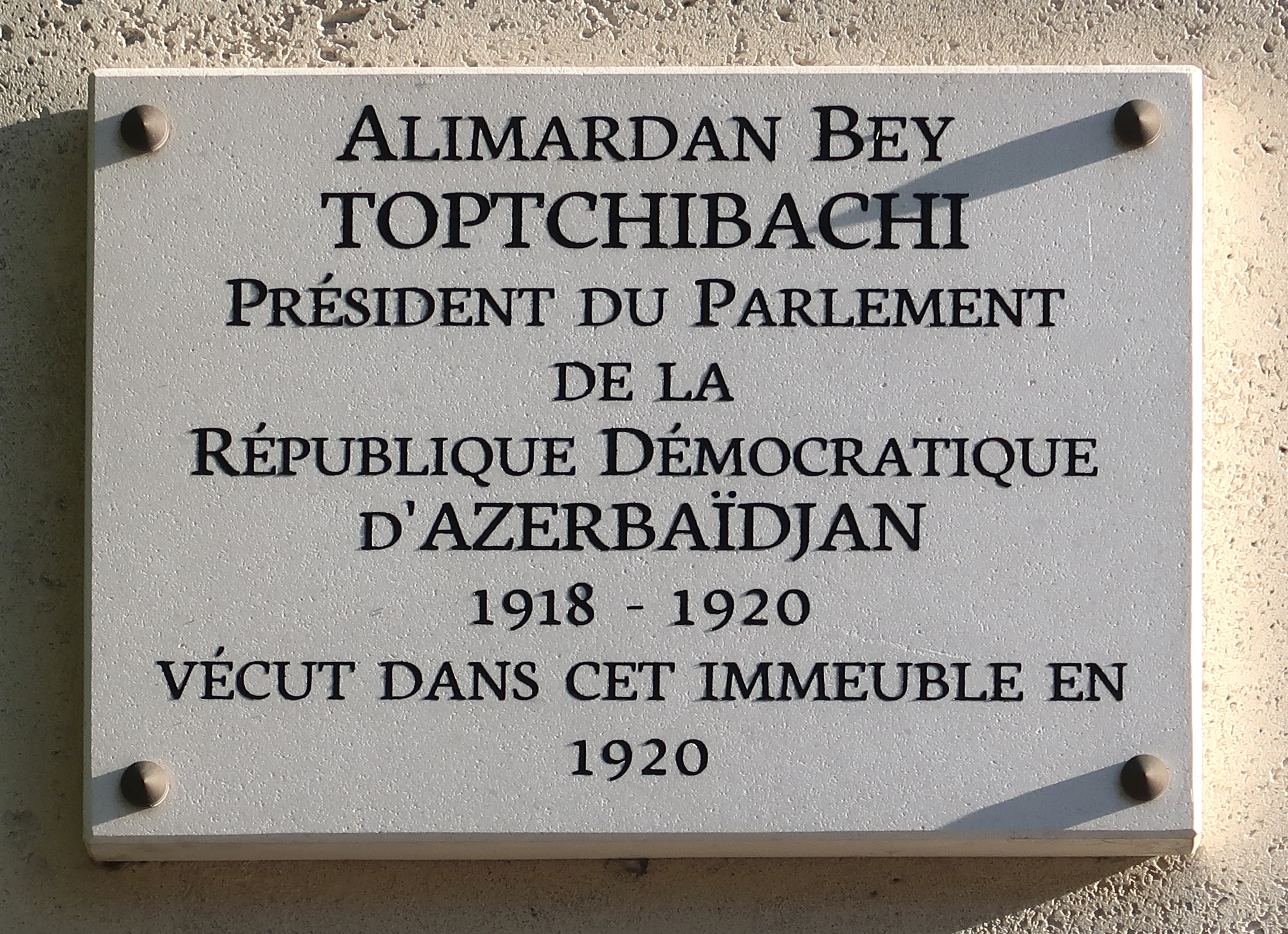
Plaque au no 37.
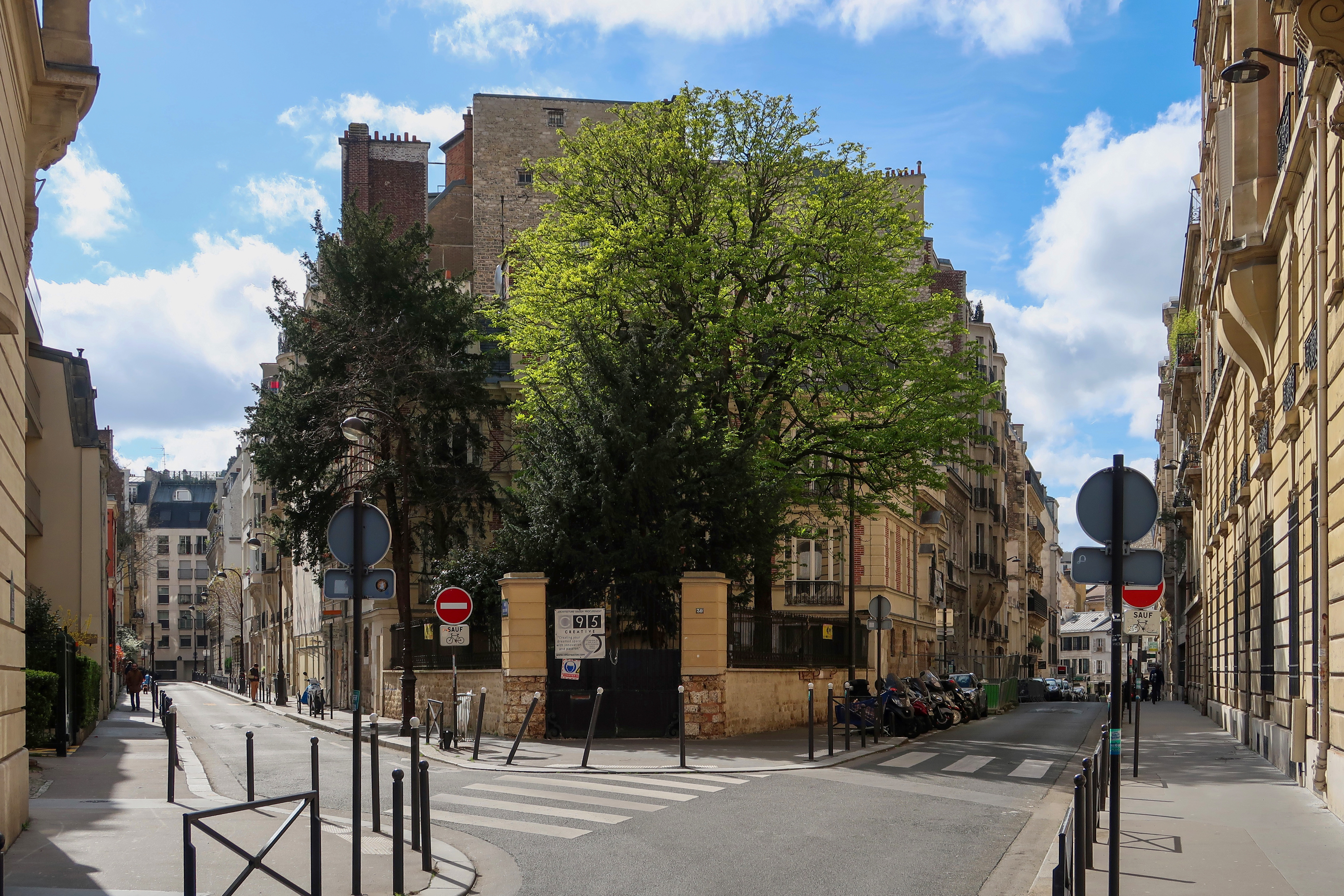
No 39, au croisement avec la rue Eugène-Delacroix.
Détail d'un immeuble au croisement avec l'avenue Georges-Mandel.
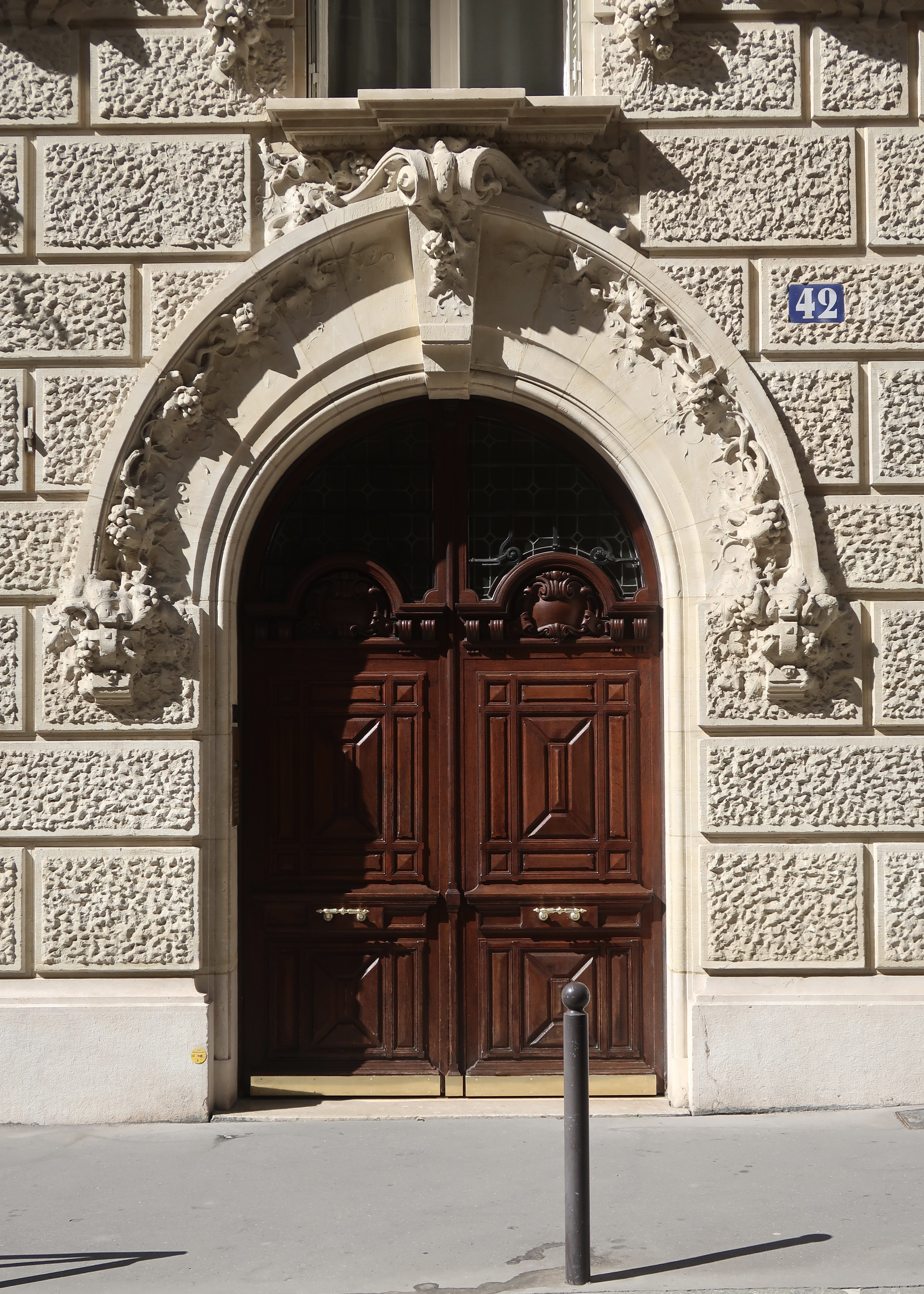
Porte et reliefs au no 42.